# Ewa Czuchry
Ewa Elżbieta Czuchry (ur. 1973) – polska fizyczka teoretyczna.

## Życiorys
Ewa Czuchry kształciła się w I Liceum Ogólnokształcącym w Białymstoku. Była laureatką Olimpiady Fizycznej. W okresie szkolnym była stypendystką Krajowego Funduszu na rzecz Dzieci. W latach 1992–1997 studiowała fizykę na Wydziale Fizyki Uniwersytetu Warszawskiego (praca magisterska – Multipole w teoriach typu Kaluza-Kleina). Następnie, do 2003 była doktorantką i pracowała jako asystentka tamże. W 2003 doktoryzowała się na FUW UW w zakresie fizyki teoretycznej na podstawie napisanej pod kierunkiem Jerzego Kijowskiego dysertacji Geometria frontu świetlnego i jej zastosowanie do opisu dynamiki pola grawitacyjnego. W 2018 habilitowała się w dziedzinie nauk fizycznych w Narodowym Centrum Badań Jądrowych, przedstawiwszy dzieło Wielkie odbicie oraz inflacja w zmodyfikowanych i kwantowych teoriach grawitacji.
Do 2007 związana była zawodowo z Katedrą Metod Matematycznych FUW UW. W latach 1998–2003 redaktorka czasopisma Delta. W latach 2003–2005 odbyła staż naukowy w Yukawa Institute for Theoretical Physics Kyoto University. Od 2007 zatrudniona w Instytucie Problemów Jądrowych, a po jego przekształceniu, w Narodowym Centrum Badań Jądrowych.
Poza fizyką, para się także skialpinizmem. Zajęła III miejsce w XXIV Memoriale Strzeleckiego (2012) oraz II miejsce w XXVIII Memoriale Strzeleckiego (2016).